# Herkules na rozstajach
Herkules na rozstajach (wł. Ercole al bivio) – obraz olejny włoskiego malarza okresu wczesnego baroku, Annibala Carracciego.

## Historia obrazu

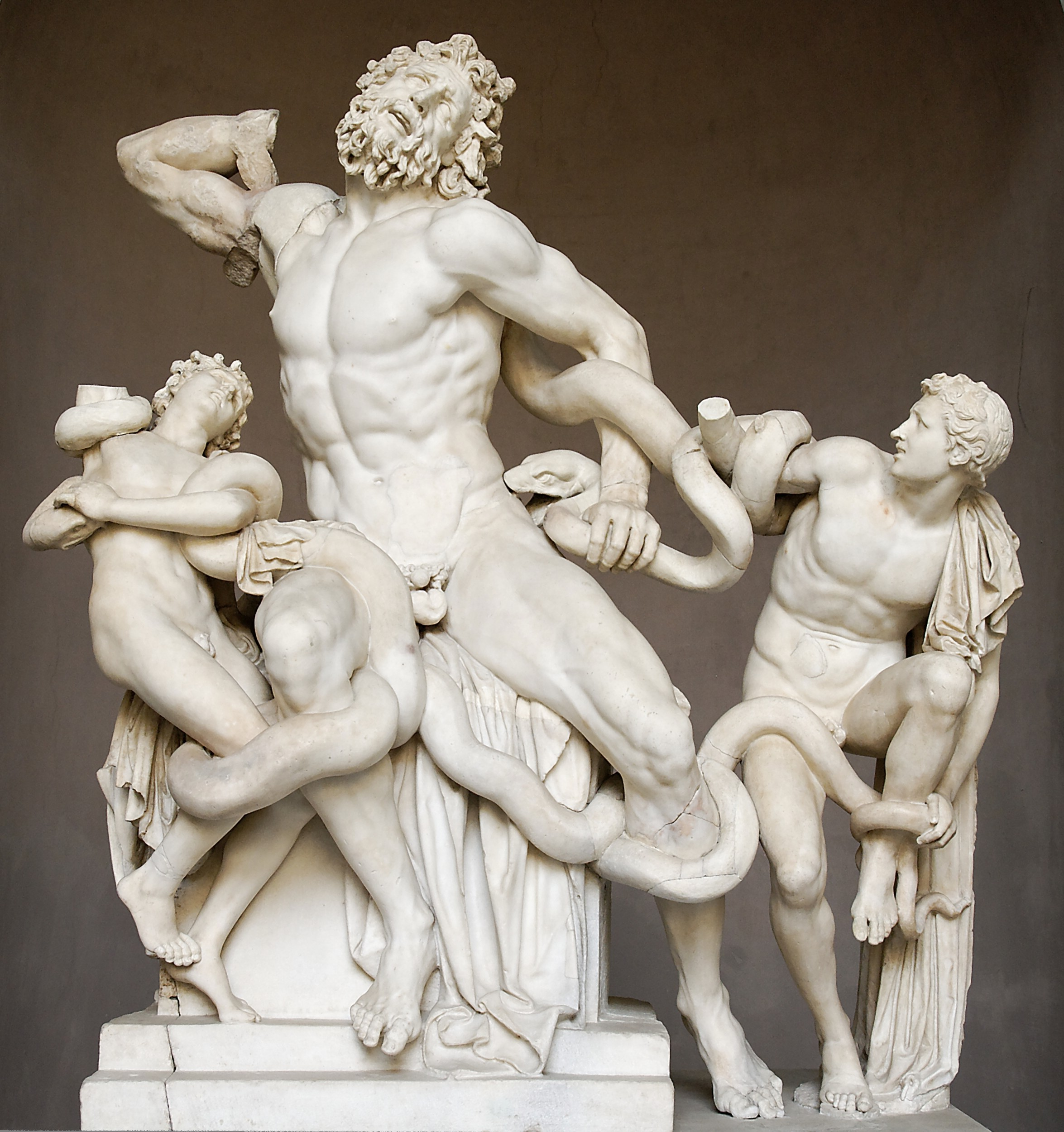
Grupa Laokoona – pośrednia inspiracja Carracciego przy tworzeniu m.in. Herkulesa na rozstajach

Obraz został zamówiony przez kardynała Odoardo Farnese. Miał być częścią dekoracji pałacu rodowego i częścią cyklu dzieł przedstawiających historię Herkulesa i Ulissesa, zdobiących ściany sali camerino (sali gabinetowej). Tematyka cyklu została opracowana przez samego kardynała z pomocą jego doradcy, Fulvia Orsiniego. Herkules na rozstajach zajmowało centralne miejsce na sklepieniu camerino. Dzięki temu było dobrze widoczne dla widza, a jego przesłanie – walka Dobra ze Złem – zmuszało do refleksji. Dzieło powstało pod wpływem prac Rafaela, które Carracci widział w Rzymie, Michała Anioła i jego fresków w Kaplicy Sykstyńskiej oraz zabytków starożytności, m.in.: rzeźby Grupa Laokoona. Prace dla kardynała Farnase artysta tworzył wraz ze swoim bratem, Agostinem.
Pod koniec XVII wieku obraz został przewieziony do Parmy, a w 1815 do Neapolu.
Temat obrazu został zaczerpnięty ze starożytnych opowiadań m.in. greckiego pisarza Ksenofonta i z jego Wspomnień o Sokratesie. Dotyczy epizodu z życia Herkulesa. W pewnym jego okresie heros znalazł się na rozdrożu pomiędzy dwoma kobietami, z których każda namawiała go do podążenia za nią jej ścieżką życia. Jedna z tych ścieżek była wąska i stroma, ale prowadziła do prawdziwego szczęścia, druga – szeroka i łatwa – prowadziła do kochanków pogrążonych w miłosnych igraszkach. Kobiety nosiły imiona Cnota i Występek. Herkules wybrał drogę tej pierwszej.

## Opis i interpretacje
Pośrodku kompozycji Carracci przedstawił młodego, nagiego mężczyznę. Siedzi on na głazie, a trzymana przez niego maczuga pozwala zidentyfikować go z herosem Herkulesem. Jego sylwetka nawiązuje do znanych dzieł sztuki starożytnej, m.in. Mars Ludovici lub do reliefu Herkules u Hesperyd z Villi Albani. Po jego prawej stronie stoi, w niebiesko-czerwonych szatach przodem do widza, alegoria Cnoty. Przez wielu artystów była ukazywana w postaci Ateny, bogini mądrości. Spogląda na Herkulesa pokazując mu krętą ścieżkę wiodącą na szczyt. Ścieżka Cnoty ma symbolizować trudną drogę do cnotliwego życia lub według ikonografii chrześcijańskiej – do zbawienia. Na jej szczycie widać Pegaza skrzydlatego rumaka czekającego na Herkulesa by ponieść go do krainy bogów. U stóp „Cnoty”, po prawej stronie, siedzi poeta z wieńcem laurowym na głowie, alegoria Sławy. W rękach trzyma otwartą księgę. Postać nawiązuje do słów Ksenofonta dotyczących wszystkich cnotliwych: nie leżą w grobie zapomniani pozbawieni honorów, ale po wieczne czasy pamięć ich kwitnie w pochwalnych hymnach. Słowa nawiązywały do pieśni pisanych przez poetów.
Z lewej strony Herkulesa, tyłem do widza, stoi alegoria Przywary. Ubrana w skąpą suknię, prawą ręką wskazuje na przedmioty leżące na stoliku. Znajdują się tam m.in. instrumenty muzyczne symbolizujące nietrwałość ziemskich rozkoszy oraz maski symbolizujące czcze zachcianki lub będące aluzją do iluzji doczesnych uciech. W centralnej części obrazu, bezpośrednio za Herkulesem, znajduje się palma, symbol sławy i zwycięstwa.

## Inspiracje
Obraz Herkules na rozstajach mógł być inspiracją dla Caravaggia, który stworzył Odpoczynek w czasie ucieczki do Egiptu.